# Макс Фібег
Макс Фібег (нім. Max Viebeg; 6 квітня 1887, Рессель —  9 листопада 1961, Аугсбург) — німецький офіцер-підводник, корветтен-капітан крігсмаріне. Кавалер ордена Pour le Mérite.

## Біографія
1 квітня 1906 року вступив на флот. Пройшов підготовку на навчальному вітрильнику «Штайн» і у Військово-морському училищі Кіля. Після завершення навчання служив на лінкорі «Імператор Барбаросса», потім — вахтовим офіцером на лінкорі «Гессен». 1 жовтня 1910 року переведений в 1-шу торпедну дивізію, неодноразово виконував обов'язки вахтового офіцера в 1-й флотилії торпедних катерів.
На початку Першої світової війни служив вахтовим офіцером на торпедному катері V190. В червні-жовтні 1915 року пройшов курс підводника, після чого був направлений на будівництво нового підводного човна SM UB-20. З 4 листопада по 8 грудня 1915 року — командир SM UC-10, з 10 лютого 1916 по 31 січня 1917 року — SM UB-20, з 25 лютого по 5 серпня 1917 року — SM UB-32, з 1 серпня по 3 вересня 1917 року — SM UC-65, з 8 вересня 1917 року і до кінця війни — SM UB-80. Офіційно вважалося, що Фібег потопив численні кораблі загальною водотоанажністю 169 656 тонн, проте пізніші дослідження встановили, що насправді він потопив 50 кораблів (79 748 тонн), захопив 1 корабель в якості призу (1047 тонн) і пошкодив 10 кораблів (49 140 тонн).
Після закінчення війни 27 листопада 1918 року переданий в розпорядження відділу інспекції підводних човнів, а пізніше — військово-морської станції «Остзе» і відправлений у відпустку. 28 січня 1920 року звільнений у відставку.
Фібег зайнявся торгівлею лісом, а з 1922 року — торгівлею паливом. В 1924 році емігрував в Нідерландську Ост-Індію і працював плантатором, а потім — керівником чайних плантацій. Під час Другої світової війни Фібег був інтернований нідерландською владою на Яві після нападу Німеччини на Нідерланди у 1940 році. З 1942 року перебував у британському інтернуванні в Індії. В 1946 році повернувся в Німеччину та працював на британські окупаційні сили (NAAFI) у Гамбурзі. З 1948 року він повернувся в Індонезію та працював прокуристом у Джакарті.

## Звання
- Морський кадет (1 квітня 1906)
- Фенріх-цур-зее (6 квітня 1907)
- Лейтенант-цур-зее (30 вересня 1909)
- Оберлейтенант-цур-зее (19 вересня 1912)
- Капітан-лейтенант (26 квітня 1917)
- Корветтен-капітан запасу (27 серпня 1939) — підвищений з нагоди 25-ї річниці битви під Танненбергом.

## Нагороди
- Залізний хрест 2-го і 1-го класу
- Королівський орден дому Гогенцоллернів, лицарський хрест з мечами (23 липня 1917)
- Pour le Mérite (31 січня 1918)
- Орден дому Саксен-Ернестіне, лицарський хрест 1-го класу з мечами (6 липня 1918)
- Почесний хрест ветерана війни з мечами